# Boucles de la Mayenne 2023
Boucles de la Mayenne 2023 var den 48. udgave af det franske etapeløb Boucles de la Mayenne. Cykelløbets prolog og tre etaper blev kørt over 537,6 km fra 25. til 28. maj 2023 med start og mål i Laval i departementet Mayenne. Løbet var en del af UCI ProSeries 2023.

## Etaperne
| Etape    | Dato    | Start – Mål                                  | type          | Afstand (km) | Elevation (m) | Etapevinder     | Førende rytter |
| -------- | ------- | -------------------------------------------- | ------------- | ------------ | ------------- | --------------- | -------------- |
| Prolog   | 25. maj | Laval – Laval                                | enkeltstart   | 4,1          | 51 m          | Ivo Oliveira    | Ivo Oliveira   |
| 1. etape | 26. maj | Saint-Mars-sur-Colmont – Lassay-les-Châteaux | kuperet etape | 185,2        | 2.414 m       | Oier Lazkano    | Oier Lazkano   |
| 2. etape | 27. maj | Saint-Berthevin – Meslay-du-Maine            | flad etape    | 181,3        | 1.165 m       | Arnaud Démare   | Oier Lazkano   |
| 3. etape | 28. maj | Montsûrs – Laval                             | kuperet etape | 167          | 1.906 m       | Arvid de Kleijn | Oier Lazkano   |

### Prolog
| Laval - Laval | enkeltstart | (4,1 km) |

| \| Etaperesultat \| Etaperesultat \| Etaperesultat \| Etaperesultat \| Etaperesultat \| \| Rytter \| Rytter \| Hold \| Tid \| \| \| ------------- \| ----------------- \| ---------------------- \| ------------- \| ------------- \| \| 1. \| Ivo Oliveira \| UAE Team Emirates \| 5' 17" \| \| \| 2. \| Axel Zingle \| Cofidis \| + 2" \| \| \| 3. \| Benoît Cosnefroy \| AG2R Citroën Team \| + 3" \| \| \| 4. \| Mathias Norsgaard \| Movistar Team \| + 4" \| \| \| 5. \| Maikel Zijlaard \| Tudor Pro Cycling Team \| + 6" \| \| \| 6. \| Arnaud Démare \| Groupama-FDJ \| + 6" \| \| \| 7. \| Lorenzo Germani \| Groupama-FDJ \| + 6" \| \| \| 8. \| Tom Bohli \| Tudor Pro Cycling Team \| + 7" \| \| \| 9. \| Ewen Costiou \| Arkéa-Samsic \| + 7" \| \| \| 10. \| Dries Van Gestel \| TotalEnergies \| + 7" \| \| |                   |                        |        |
| |                   |                        |        |
| Kilde: ProCyclingStats |                   |                        |        |
| Etaperesultat |                   |                        |        |
| Rytter | Rytter            | Hold                   | Tid    |
| 1. | Ivo Oliveira      | UAE Team Emirates      | 5' 17" |
| 2. | Axel Zingle       | Cofidis                | + 2"   |
| 3. | Benoît Cosnefroy  | AG2R Citroën Team      | + 3"   |
| 4. | Mathias Norsgaard | Movistar Team          | + 4"   |
| 5. | Maikel Zijlaard   | Tudor Pro Cycling Team | + 6"   |
| 6. | Arnaud Démare     | Groupama-FDJ           | + 6"   |
| 7. | Lorenzo Germani   | Groupama-FDJ           | + 6"   |
| 8. | Tom Bohli         | Tudor Pro Cycling Team | + 7"   |
| 9. | Ewen Costiou      | Arkéa-Samsic           | + 7"   |
| 10. | Dries Van Gestel  | TotalEnergies          | + 7"   |

| \| Samlede stilling \| Samlede stilling \| Samlede stilling \| Samlede stilling \| Samlede stilling \| \| Rytter \| Rytter \| Hold \| Tid \| \| \| ---------------- \| ----------------- \| ---------------------- \| ---------------- \| ---------------- \| \| 1. \| Ivo Oliveira \| UAE Team Emirates \| 5' 17" \| \| \| 2. \| Axel Zingle \| Cofidis \| + 2" \| \| \| 3. \| Benoît Cosnefroy \| AG2R Citroën Team \| + 3" \| \| \| 4. \| Mathias Norsgaard \| Movistar Team \| + 4" \| \| \| 5. \| Maikel Zijlaard \| Tudor Pro Cycling Team \| + 6" \| \| \| 6. \| Arnaud Démare \| Groupama-FDJ \| + 6" \| \| \| 7. \| Lorenzo Germani \| Groupama-FDJ \| + 6" \| \| \| 8. \| Tom Bohli \| Tudor Pro Cycling Team \| + 7" \| \| \| 9. \| Ewen Costiou \| Arkéa-Samsic \| + 7" \| \| \| 10. \| Dries Van Gestel \| TotalEnergies \| + 7" \| \| |                   |                        |        |
| |                   |                        |        |
| Kilde: ProCyclingStats |                   |                        |        |
| Samlede stilling |                   |                        |        |
| Rytter | Rytter            | Hold                   | Tid    |
| 1. | Ivo Oliveira      | UAE Team Emirates      | 5' 17" |
| 2. | Axel Zingle       | Cofidis                | + 2"   |
| 3. | Benoît Cosnefroy  | AG2R Citroën Team      | + 3"   |
| 4. | Mathias Norsgaard | Movistar Team          | + 4"   |
| 5. | Maikel Zijlaard   | Tudor Pro Cycling Team | + 6"   |
| 6. | Arnaud Démare     | Groupama-FDJ           | + 6"   |
| 7. | Lorenzo Germani   | Groupama-FDJ           | + 6"   |
| 8. | Tom Bohli         | Tudor Pro Cycling Team | + 7"   |
| 9. | Ewen Costiou      | Arkéa-Samsic           | + 7"   |
| 10. | Dries Van Gestel  | TotalEnergies          | + 7"   |

### 1. etape
| Saint-Mars-sur-Colmont - Lassay-les-Châteaux | kuperet etape | (185,2 km) |

| \| Etaperesultat \| Etaperesultat \| Etaperesultat \| Etaperesultat \| Etaperesultat \| \| Rytter \| Rytter \| Hold \| Tid \| \| \| ------------- \| ----------------- \| --------------------------------- \| ------------- \| ------------- \| \| 1. \| Oier Lazkano \| Movistar Team \| 4t 33' 37" \| \| \| 2. \| Célestin Guillon \| Van Rysel-Roubaix Lille Métropole \| + 31" \| \| \| 3. \| Jacob Hindsgaul \| Uno-X Pro Cycling Team \| + 32" \| \| \| 4. \| Arnaud Démare \| Groupama-FDJ \| + 41" \| \| \| 5. \| Sandy Dujardin \| TotalEnergies \| + 41" \| \| \| 6. \| Axel Zingle \| Cofidis \| + 41" \| \| \| 7. \| Milan Menten \| Lotto Dstny \| + 41" \| \| \| 8. \| Clément Venturini \| AG2R Citroën Team \| + 41" \| \| \| 9. \| Jon Barrenetxea \| Caja Rural-Seguros RGA \| + 41" \| \| \| 10. \| Manuel Peñalver \| Burgos-BH \| + 41" \| \| |                   |                                   |            |
| |                   |                                   |            |
| Kilde: ProCyclingStats |                   |                                   |            |
| Etaperesultat |                   |                                   |            |
| Rytter | Rytter            | Hold                              | Tid        |
| 1. | Oier Lazkano      | Movistar Team                     | 4t 33' 37" |
| 2. | Célestin Guillon  | Van Rysel-Roubaix Lille Métropole | + 31"      |
| 3. | Jacob Hindsgaul   | Uno-X Pro Cycling Team            | + 32"      |
| 4. | Arnaud Démare     | Groupama-FDJ                      | + 41"      |
| 5. | Sandy Dujardin    | TotalEnergies                     | + 41"      |
| 6. | Axel Zingle       | Cofidis                           | + 41"      |
| 7. | Milan Menten      | Lotto Dstny                       | + 41"      |
| 8. | Clément Venturini | AG2R Citroën Team                 | + 41"      |
| 9. | Jon Barrenetxea   | Caja Rural-Seguros RGA            | + 41"      |
| 10. | Manuel Peñalver   | Burgos-BH                         | + 41"      |

| \| Samlede stilling \| Samlede stilling \| Samlede stilling \| Samlede stilling \| Samlede stilling \| \| Rytter \| Rytter \| Hold \| Tid \| \| \| ---------------- \| ---------------- \| --------------------------------- \| ---------------- \| ---------------- \| \| 1. \| Oier Lazkano \| Movistar Team \| 4t 34' 23" \| \| \| 2. \| Ivo Oliveira \| UAE Team Emirates \| + 42" \| \| \| 3. \| Jacob Hindsgaul \| Uno-X Pro Cycling Team \| + 44" \| \| \| 4. \| Axel Zingle \| Cofidis \| + 44" \| \| \| 5. \| Benoît Cosnefroy \| AG2R Citroën Team \| + 45" \| \| \| 6. \| Célestin Guillon \| Van Rysel-Roubaix Lille Métropole \| + 48" \| \| \| 7. \| Arnaud Démare \| Groupama-FDJ \| + 48" \| \| \| 8. \| Ewen Costiou \| Arkéa-Samsic \| + 49" \| \| \| 9. \| Dries Van Gestel \| TotalEnergies \| + 49" \| \| \| 10. \| Sandy Dujardin \| TotalEnergies \| + 50" \| \| |                  |                                   |            |
| |                  |                                   |            |
| Kilde: ProCyclingStats |                  |                                   |            |
| Samlede stilling |                  |                                   |            |
| Rytter | Rytter           | Hold                              | Tid        |
| 1. | Oier Lazkano     | Movistar Team                     | 4t 34' 23" |
| 2. | Ivo Oliveira     | UAE Team Emirates                 | + 42"      |
| 3. | Jacob Hindsgaul  | Uno-X Pro Cycling Team            | + 44"      |
| 4. | Axel Zingle      | Cofidis                           | + 44"      |
| 5. | Benoît Cosnefroy | AG2R Citroën Team                 | + 45"      |
| 6. | Célestin Guillon | Van Rysel-Roubaix Lille Métropole | + 48"      |
| 7. | Arnaud Démare    | Groupama-FDJ                      | + 48"      |
| 8. | Ewen Costiou     | Arkéa-Samsic                      | + 49"      |
| 9. | Dries Van Gestel | TotalEnergies                     | + 49"      |
| 10. | Sandy Dujardin   | TotalEnergies                     | + 50"      |

### 2. etape
| Saint-Berthevin - Meslay-du-Maine | flad etape | (181,3 km) |

| \| Etaperesultat \| Etaperesultat \| Etaperesultat \| Etaperesultat \| Etaperesultat \| \| Rytter \| Rytter \| Hold \| Tid \| \| \| ------------- \| ----------------- \| ---------------------- \| ------------- \| ------------- \| \| 1. \| Arnaud Démare \| Groupama-FDJ \| 4t 05' 42" \| \| \| 2. \| Milan Menten \| Lotto Dstny \| + 0" \| \| \| 3. \| Arvid de Kleijn \| Tudor Pro Cycling Team \| + 0" \| \| \| 4. \| Tord Gudmestad \| Uno-X Pro Cycling Team \| + 0" \| \| \| 5. \| Matteo Malucelli \| Bingoal WB \| + 0" \| \| \| 6. \| Jason Tesson \| TotalEnergies \| + 0" \| \| \| 7. \| Axel Zingle \| Cofidis \| + 0" \| \| \| 8. \| Dries Van Gestel \| TotalEnergies \| + 0" \| \| \| 9. \| Manuel Peñalver \| Burgos-BH \| + 0" \| \| \| 10. \| Clément Venturini \| AG2R Citroën Team \| + 0" \| \| |                   |                        |            |
| |                   |                        |            |
| Kilde: ProCyclingStats |                   |                        |            |
| Etaperesultat |                   |                        |            |
| Rytter | Rytter            | Hold                   | Tid        |
| 1. | Arnaud Démare     | Groupama-FDJ           | 4t 05' 42" |
| 2. | Milan Menten      | Lotto Dstny            | + 0"       |
| 3. | Arvid de Kleijn   | Tudor Pro Cycling Team | + 0"       |
| 4. | Tord Gudmestad    | Uno-X Pro Cycling Team | + 0"       |
| 5. | Matteo Malucelli  | Bingoal WB             | + 0"       |
| 6. | Jason Tesson      | TotalEnergies          | + 0"       |
| 7. | Axel Zingle       | Cofidis                | + 0"       |
| 8. | Dries Van Gestel  | TotalEnergies          | + 0"       |
| 9. | Manuel Peñalver   | Burgos-BH              | + 0"       |
| 10. | Clément Venturini | AG2R Citroën Team      | + 0"       |

| \| Samlede stilling \| Samlede stilling \| Samlede stilling \| Samlede stilling \| Samlede stilling \| \| Rytter \| Rytter \| Hold \| Tid \| \| \| ---------------- \| ---------------- \| --------------------------------- \| ---------------- \| ---------------- \| \| 1. \| Oier Lazkano \| Movistar Team \| 8t 40' 05" \| \| \| 2. \| Arnaud Démare \| Groupama-FDJ \| + 38" \| \| \| 3. \| Ivo Oliveira \| UAE Team Emirates \| + 40" \| \| \| 4. \| Axel Zingle \| Cofidis \| + 41" \| \| \| 5. \| Milan Menten \| Lotto Dstny \| + 43" \| \| \| 6. \| Jacob Hindsgaul \| Uno-X Pro Cycling Team \| + 43" \| \| \| 7. \| Sandy Dujardin \| TotalEnergies \| + 45" \| \| \| 8. \| Benoît Cosnefroy \| AG2R Citroën Team \| + 45" \| \| \| 9. \| Célestin Guillon \| Van Rysel-Roubaix Lille Métropole \| + 48" \| \| \| 10. \| Ewen Costiou \| Arkéa-Samsic \| + 49" \| \| |                  |                                   |            |
| |                  |                                   |            |
| Kilde: ProCyclingStats |                  |                                   |            |
| Samlede stilling |                  |                                   |            |
| Rytter | Rytter           | Hold                              | Tid        |
| 1. | Oier Lazkano     | Movistar Team                     | 8t 40' 05" |
| 2. | Arnaud Démare    | Groupama-FDJ                      | + 38"      |
| 3. | Ivo Oliveira     | UAE Team Emirates                 | + 40"      |
| 4. | Axel Zingle      | Cofidis                           | + 41"      |
| 5. | Milan Menten     | Lotto Dstny                       | + 43"      |
| 6. | Jacob Hindsgaul  | Uno-X Pro Cycling Team            | + 43"      |
| 7. | Sandy Dujardin   | TotalEnergies                     | + 45"      |
| 8. | Benoît Cosnefroy | AG2R Citroën Team                 | + 45"      |
| 9. | Célestin Guillon | Van Rysel-Roubaix Lille Métropole | + 48"      |
| 10. | Ewen Costiou     | Arkéa-Samsic                      | + 49"      |

### 3. etape
| Montsûrs - Laval | kuperet etape | (167 km) |

| \| Etaperesultat \| Etaperesultat \| Etaperesultat \| Etaperesultat \| Etaperesultat \| \| Rytter \| Rytter \| Hold \| Tid \| \| \| ------------- \| ---------------- \| ---------------------- \| ------------- \| ------------- \| \| 1. \| Arvid de Kleijn \| Tudor Pro Cycling Team \| 3t 55' 22" \| \| \| 2. \| Arnaud Démare \| Groupama-FDJ \| + 0" \| \| \| 3. \| Axel Zingle \| Cofidis \| + 0" \| \| \| 4. \| Stian Fredheim \| Uno-X Pro Cycling Team \| + 0" \| \| \| 5. \| Milan Menten \| Lotto Dstny \| + 0" \| \| \| 6. \| Gonzalo Serrano \| Movistar Team \| + 0" \| \| \| 7. \| Nicolò Parisini \| Q36.5 Pro Cycling Team \| + 0" \| \| \| 8. \| Manuel Peñalver \| Burgos-BH \| + 0" \| \| \| 9. \| Pierre Gautherat \| AG2R Citroën Team \| + 0" \| \| \| 10. \| Matteo Malucelli \| Bingoal WB \| + 0" \| \| |                  |                        |            |
| |                  |                        |            |
| Kilde: ProCyclingStats |                  |                        |            |
| Etaperesultat |                  |                        |            |
| Rytter | Rytter           | Hold                   | Tid        |
| 1. | Arvid de Kleijn  | Tudor Pro Cycling Team | 3t 55' 22" |
| 2. | Arnaud Démare    | Groupama-FDJ           | + 0"       |
| 3. | Axel Zingle      | Cofidis                | + 0"       |
| 4. | Stian Fredheim   | Uno-X Pro Cycling Team | + 0"       |
| 5. | Milan Menten     | Lotto Dstny            | + 0"       |
| 6. | Gonzalo Serrano  | Movistar Team          | + 0"       |
| 7. | Nicolò Parisini  | Q36.5 Pro Cycling Team | + 0"       |
| 8. | Manuel Peñalver  | Burgos-BH              | + 0"       |
| 9. | Pierre Gautherat | AG2R Citroën Team      | + 0"       |
| 10. | Matteo Malucelli | Bingoal WB             | + 0"       |

## Resultater
| \| Samlede stilling \| Samlede stilling \| Samlede stilling \| Samlede stilling \| Samlede stilling \| \| Rytter \| Rytter \| Hold \| Tid \| \| \| ---------------- \| ----------------- \| ---------------------- \| ---------------- \| ---------------- \| \| 1. \| Oier Lazkano \| Movistar Team \| 12t 35' 30" \| \| \| 2. \| Arnaud Démare \| Groupama-FDJ \| + 29" \| \| \| 3. \| Axel Zingle \| Cofidis \| + 33" \| \| \| 4. \| Ivo Oliveira \| UAE Team Emirates \| + 38" \| \| \| 5. \| Milan Menten \| Lotto Dstny \| + 40" \| \| \| 6. \| Jacob Hindsgaul \| Uno-X Pro Cycling Team \| + 43" \| \| \| 7. \| Sandy Dujardin \| TotalEnergies \| + 45" \| \| \| 8. \| Benoît Cosnefroy \| AG2R Citroën Team \| + 45" \| \| \| 9. \| Mathias Norsgaard \| Movistar Team \| + 46" \| \| \| 10. \| Clément Venturini \| AG2R Citroën Team \| + 47" \| \| |                   |                        |             |
| |                   |                        |             |
| Kilde: ProCyclingStats |                   |                        |             |
| Samlede stilling |                   |                        |             |
| Rytter | Rytter            | Hold                   | Tid         |
| 1. | Oier Lazkano      | Movistar Team          | 12t 35' 30" |
| 2. | Arnaud Démare     | Groupama-FDJ           | + 29"       |
| 3. | Axel Zingle       | Cofidis                | + 33"       |
| 4. | Ivo Oliveira      | UAE Team Emirates      | + 38"       |
| 5. | Milan Menten      | Lotto Dstny            | + 40"       |
| 6. | Jacob Hindsgaul   | Uno-X Pro Cycling Team | + 43"       |
| 7. | Sandy Dujardin    | TotalEnergies          | + 45"       |
| 8. | Benoît Cosnefroy  | AG2R Citroën Team      | + 45"       |
| 9. | Mathias Norsgaard | Movistar Team          | + 46"       |
| 10. | Clément Venturini | AG2R Citroën Team      | + 47"       |

| Samlede stilling | Samlede stilling  | Samlede stilling       | Samlede stilling | Samlede stilling |
| Rytter           | Rytter            | Hold                   | Tid              |                  |
| ---------------- | ----------------- | ---------------------- | ---------------- | ---------------- |
| 1.               | Oier Lazkano      | Movistar Team          | 12t 35' 30"      |                  |
| 2.               | Arnaud Démare     | Groupama-FDJ           | + 29"            |                  |
| 3.               | Axel Zingle       | Cofidis                | + 33"            |                  |
| 4.               | Ivo Oliveira      | UAE Team Emirates      | + 38"            |                  |
| 5.               | Milan Menten      | Lotto Dstny            | + 40"            |                  |
| 6.               | Jacob Hindsgaul   | Uno-X Pro Cycling Team | + 43"            |                  |
| 7.               | Sandy Dujardin    | TotalEnergies          | + 45"            |                  |
| 8.               | Benoît Cosnefroy  | AG2R Citroën Team      | + 45"            |                  |
| 9.               | Mathias Norsgaard | Movistar Team          | + 46"            |                  |
| 10.              | Clément Venturini | AG2R Citroën Team      | + 47"            |                  |

| Pointkonkurrence | Pointkonkurrence | Pointkonkurrence                  | Pointkonkurrence | Pointkonkurrence |
| Rytter           | Rytter           | Hold                              | Point            |                  |
| ---------------- | ---------------- | --------------------------------- | ---------------- | ---------------- |
| 1.               | Arnaud Démare    | Groupama-FDJ                      | 69 point         |                  |
| 2.               | Axel Zingle      | Cofidis                           | 62 point         |                  |
| 3.               | Milan Menten     | Lotto Dstny                       | 48 point         |                  |
| 4.               | Arvid de Kleijn  | Tudor Pro Cycling Team            | 41 point         |                  |
| 5.               | Oier Lazkano     | Movistar Team                     | 37 point         |                  |
| 6.               | Ivo Oliveira     | UAE Team Emirates                 | 29 point         |                  |
| 7.               | Jacob Hindsgaul  | Uno-X Pro Cycling Team            | 28 point         |                  |
| 8.               | Sandy Dujardin   | TotalEnergies                     | 27 point         |                  |
| 9.               | Célestin Guillon | Van Rysel-Roubaix Lille Métropole | 24 point         |                  |
| 10.              | Manuel Peñalver  | Burgos-BH                         | 21 point         |                  |

| Pointkonkurrence | Pointkonkurrence | Pointkonkurrence                  | Pointkonkurrence | Pointkonkurrence |
| Rytter           | Rytter           | Hold                              | Point            |                  |
| ---------------- | ---------------- | --------------------------------- | ---------------- | ---------------- |
| 1.               | Arnaud Démare    | Groupama-FDJ                      | 69 point         |                  |
| 2.               | Axel Zingle      | Cofidis                           | 62 point         |                  |
| 3.               | Milan Menten     | Lotto Dstny                       | 48 point         |                  |
| 4.               | Arvid de Kleijn  | Tudor Pro Cycling Team            | 41 point         |                  |
| 5.               | Oier Lazkano     | Movistar Team                     | 37 point         |                  |
| 6.               | Ivo Oliveira     | UAE Team Emirates                 | 29 point         |                  |
| 7.               | Jacob Hindsgaul  | Uno-X Pro Cycling Team            | 28 point         |                  |
| 8.               | Sandy Dujardin   | TotalEnergies                     | 27 point         |                  |
| 9.               | Célestin Guillon | Van Rysel-Roubaix Lille Métropole | 24 point         |                  |
| 10.              | Manuel Peñalver  | Burgos-BH                         | 21 point         |                  |

| Bjergkonkurrence | Bjergkonkurrence    | Bjergkonkurrence                  | Bjergkonkurrence | Bjergkonkurrence |
| Rytter           | Rytter              | Hold                              | Point            |                  |
| ---------------- | ------------------- | --------------------------------- | ---------------- | ---------------- |
| 1.               | Jacob Hindsgaul     | Uno-X Pro Cycling Team            | 45 point         |                  |
| 2.               | Marco Tizza         | Bingoal WB                        | 26 point         |                  |
| 3.               | Flavien Maurelet    | Saint Michel-Mavic-Auber 93       | 16 point         |                  |
| 4.               | Célestin Guillon    | Van Rysel-Roubaix Lille Métropole | 15 point         |                  |
| 5.               | Maximilien Juillard | Van Rysel-Roubaix Lille Métropole | 9 point          |                  |
| 6.               | Maël Guégan         | CIC U Nantes Atlantique           | 9 point          |                  |
| 7.               | Oier Lazkano        | Movistar Team                     | 8 point          |                  |
| 8.               | Jon Barrenetxea     | Caja Rural-Seguros RGA            | 8 point          |                  |
| 9.               | Ewen Costiou        | Arkéa-Samsic                      | 6 point          |                  |
| 10.              | Samuel Leroux       | Van Rysel-Roubaix Lille Métropole | 6 point          |                  |

| Bjergkonkurrence | Bjergkonkurrence    | Bjergkonkurrence                  | Bjergkonkurrence | Bjergkonkurrence |
| Rytter           | Rytter              | Hold                              | Point            |                  |
| ---------------- | ------------------- | --------------------------------- | ---------------- | ---------------- |
| 1.               | Jacob Hindsgaul     | Uno-X Pro Cycling Team            | 45 point         |                  |
| 2.               | Marco Tizza         | Bingoal WB                        | 26 point         |                  |
| 3.               | Flavien Maurelet    | Saint Michel-Mavic-Auber 93       | 16 point         |                  |
| 4.               | Célestin Guillon    | Van Rysel-Roubaix Lille Métropole | 15 point         |                  |
| 5.               | Maximilien Juillard | Van Rysel-Roubaix Lille Métropole | 9 point          |                  |
| 6.               | Maël Guégan         | CIC U Nantes Atlantique           | 9 point          |                  |
| 7.               | Oier Lazkano        | Movistar Team                     | 8 point          |                  |
| 8.               | Jon Barrenetxea     | Caja Rural-Seguros RGA            | 8 point          |                  |
| 9.               | Ewen Costiou        | Arkéa-Samsic                      | 6 point          |                  |
| 10.              | Samuel Leroux       | Van Rysel-Roubaix Lille Métropole | 6 point          |                  |

| Ungdomskonkurrence | Ungdomskonkurrence    | Ungdomskonkurrence          | Ungdomskonkurrence | Ungdomskonkurrence |
| Rytter             | Rytter                | Hold                        | Tid                |                    |
| ------------------ | --------------------- | --------------------------- | ------------------ | ------------------ |
| 1.                 | Oier Lazkano          | Movistar Team               | 12t 35' 30"        |                    |
| 2.                 | Jacob Hindsgaul       | Uno-X Pro Cycling Team      | + 43"              |                    |
| 3.                 | Ewen Costiou          | Arkéa-Samsic                | + 49"              |                    |
| 4.                 | Jon Barrenetxea       | Caja Rural-Seguros RGA      | + 49"              |                    |
| 5.                 | Nicolò Parisini       | Q36.5 Pro Cycling Team      | + 50"              |                    |
| 6.                 | Aaron Van der Beken   | Bingoal WB                  | + 56"              |                    |
| 7.                 | Laurence Pithie       | Groupama-FDJ                | + 56"              |                    |
| 8.                 | Thomas Gachignard     | Saint Michel-Mavic-Auber 93 | + 58"              |                    |
| 9.                 | Vinicius Rangel Costa | Movistar Team               | + 59"              |                    |
| 10.                | Danny van der Tuuk    | Equipo Kern Pharma          | + 1' 00"           |                    |

| Ungdomskonkurrence | Ungdomskonkurrence    | Ungdomskonkurrence          | Ungdomskonkurrence | Ungdomskonkurrence |
| Rytter             | Rytter                | Hold                        | Tid                |                    |
| ------------------ | --------------------- | --------------------------- | ------------------ | ------------------ |
| 1.                 | Oier Lazkano          | Movistar Team               | 12t 35' 30"        |                    |
| 2.                 | Jacob Hindsgaul       | Uno-X Pro Cycling Team      | + 43"              |                    |
| 3.                 | Ewen Costiou          | Arkéa-Samsic                | + 49"              |                    |
| 4.                 | Jon Barrenetxea       | Caja Rural-Seguros RGA      | + 49"              |                    |
| 5.                 | Nicolò Parisini       | Q36.5 Pro Cycling Team      | + 50"              |                    |
| 6.                 | Aaron Van der Beken   | Bingoal WB                  | + 56"              |                    |
| 7.                 | Laurence Pithie       | Groupama-FDJ                | + 56"              |                    |
| 8.                 | Thomas Gachignard     | Saint Michel-Mavic-Auber 93 | + 58"              |                    |
| 9.                 | Vinicius Rangel Costa | Movistar Team               | + 59"              |                    |
| 10.                | Danny van der Tuuk    | Equipo Kern Pharma          | + 1' 00"           |                    |

### Holdkonkurrencen
| Holdkonkurrence | Holdkonkurrence                   | Holdkonkurrence | Holdkonkurrence |
| Hold            | Hold                              | Tid             |                 |
| --------------- | --------------------------------- | --------------- | --------------- |
| 1.              | Movistar Team                     | 37t 48' 26"     |                 |
| 2.              | Groupama-FDJ                      | + 32"           |                 |
| 3.              | TotalEnergies                     | + 34"           |                 |
| 4.              | Arkéa-Samsic                      | + 39"           |                 |
| 5.              | Van Rysel-Roubaix Lille Métropole | + 43"           |                 |
| 6.              | Uno-X Pro Cycling Team            | + 45"           |                 |
| 7.              | Q36.5 Pro Cycling Team            | + 56"           |                 |
| 8.              | Bingoal WB                        | + 1' 01"        |                 |
| 9.              | Burgos-BH                         | + 1' 02"        |                 |
| 10.             | Equipo Kern Pharma                | + 1' 03"        |                 |

## Hold og ryttere
| UCI WorldTeams (6)- AG2R Citroën Team - Cofidis - Groupama-FDJ - Movistar Team - Arkéa-Samsic - UAE Team Emirates UCI ProTeams (11)- Bingoal WB - Burgos-BH - Caja Rural-Seguros RGA - Equipo Kern Pharma - Human Powered Health - Lotto Dstny - Q36.5 Pro Cycling Team - Team Flanders-Baloise - TotalEnergies - Tudor Pro Cycling Team - Uno-X Pro Cycling Team UCI Kontinentalhold (4)- CIC U Nantes Atlantique - Van Rysel-Roubaix Lille Métropole - Nice Métropole Côte d'Azur - Saint Michel-Mavic-Auber 93 |
| |

### Danske ryttere
| Danske ryttere på startlisten |                          |                         |           |
| Rygnummer                     | Rytter                   | Hold                    | Placering |
| 23                            | Mathias Norsgaard        | Movistar Team           | 9         |
| 72                            | Louis Bendixen           | Uno-X Pro Cycling Team  | 69        |
| 75                            | Marcus Sander Hansen     | Uno-X Pro Cycling Team  | 94        |
| 76                            | Jacob Hindsgaul          | Uno-X Pro Cycling Team  | 6         |
| 93                            | Sebastian Kolze Changizi | Tudor Pro Cycling       | 87        |
| 176                           | Rasmus Søjberg Pedersen  | CIC U Nantes Atlantique | 84        |

* DNF = gennemførte ikke

### Startliste
| Cofidis COF | Cofidis COF            | Cofidis COF |
| ----------- | ---------------------- | ----------- |
| Nr.         | Rytter                 | Placering   |
| 1           | Axel Zingle (FRA)      | 3.          |
| 2           | André Carvalho (POR)   | 96.         |
| 3           | Eddy Finé (FRA)        | 42.         |
| 4           | Wesley Kreder (NED)    | 86.         |
| 5           | Christophe Noppe (BEL) | 104.        |
| 6           | Max Walscheid (GER)    | 81.         |

| AG2R Citroën Team ACT | AG2R Citroën Team ACT   | AG2R Citroën Team ACT |
| --------------------- | ----------------------- | --------------------- |
| Nr.                   | Rytter                  | Placering             |
| 11                    | Benoît Cosnefroy (FRA)  | 8.                    |
| 12                    | Franck Bonnamour (FRA)  | 85.                   |
| 13                    | Pierre Gautherat (FRA)  | 83.                   |
| 14                    | Antoine Raugel (FRA)    | 73.                   |
| 15                    | Marc Sarreau (FRA)      | 68.                   |
| 16                    | Clément Venturini (FRA) | 10.                   |

| Movistar Team MOV | Movistar Team MOV                      | Movistar Team MOV |
| ----------------- | -------------------------------------- | ----------------- |
| Nr.               | Rytter                                 | Placering         |
| 21                | Oier Lazkano (ESP)                     | 1.                |
| 22                | Imanol Erviti (ESP)                    | 52.               |
| 23                | Mathias Norsgaard (DEN) (enkeltstart)  | 9.                |
| 24                | Vinicius Rangel Costa (BRA) (landevej) | 33.               |
| 25                | Iván Romeo (ESP)                       | DNF-2             |
| 26                | Gonzalo Serrano (ESP)                  | 27.               |

| UAE Team Emirates UAD | UAE Team Emirates UAD | UAE Team Emirates UAD |
| --------------------- | --------------------- | --------------------- |
| Nr.                   | Rytter                | Placering             |
| 31                    | Marc Hirschi (SUI)    | 18.                   |
| 33                    | Álvaro Hodeg (COL)    | DNF-3                 |
| 34                    | Ivo Oliveira (POR)    | 4.                    |
| 35                    | Rui Oliveira (POR)    | 90.                   |
| 36                    | Michael Vink (NZL)    | 110.                  |

| Groupama-FDJ GFC | Groupama-FDJ GFC      | Groupama-FDJ GFC |
| ---------------- | --------------------- | ---------------- |
| Nr.              | Rytter                | Placering        |
| 41               | Arnaud Démare (FRA)   | 2.               |
| 42               | Clément Davy (FRA)    | 107.             |
| 43               | Lorenzo Germani (ITA) | 76.              |
| 44               | Laurence Pithie (NZL) | 24.              |
| 45               | Miles Scotson (AUS)   | 19.              |
| 46               | Bram Welten (NED)     | 59.              |

| Arkéa-Samsic ARK | Arkéa-Samsic ARK      | Arkéa-Samsic ARK |
| ---------------- | --------------------- | ---------------- |
| Nr.              | Rytter                | Placering        |
| 51               | Nacer Bouhanni (FRA)  | 72.              |
| 52               | Laurent Pichon (FRA)  | 30.              |
| 53               | Ewen Costiou (FRA)    | 12.              |
| 54               | Donavan Grondin (FRA) | 60.              |
| 55               | Simon Guglielmi (FRA) | 66.              |
| 56               | Andrij Ponomar (UKR)  | 50.              |

| Lotto Dstny LTD | Lotto Dstny LTD          | Lotto Dstny LTD |
| --------------- | ------------------------ | --------------- |
| Nr.             | Rytter                   | Placering       |
| 61              | Milan Menten (BEL)       | 5.              |
| 62              | Thomas De Gendt (BEL)    | 89.             |
| 63              | Sébastien Grignard (BEL) | 92.             |
| 64              | Arjen Livyns (BEL)       | 71.             |
| 65              | Mathijs Paasschens (NED) | 36.             |
| 66              | Harry Sweeny (AUS)       | 63.             |

| Uno-X Pro Cycling Team UXT | Uno-X Pro Cycling Team UXT | Uno-X Pro Cycling Team UXT |
| -------------------------- | -------------------------- | -------------------------- |
| Nr.                        | Rytter                     | Placering                  |
| 71                         | Fredrik Dversnes (NOR)     | 21.                        |
| 72                         | Louis Bendixen (DEN)       | 69.                        |
| 73                         | Stian Fredheim (NOR)       | 97.                        |
| 74                         | Tord Gudmestad (NOR)       | 105.                       |
| 75                         | Marcus Sander Hansen (DEN) | 94.                        |
| 76                         | Jacob Hindsgaul (DEN)      | 6.                         |

| TotalEnergies TEN | TotalEnergies TEN          | TotalEnergies TEN |
| ----------------- | -------------------------- | ----------------- |
| Nr.               | Rytter                     | Placering         |
| 81                | Jason Tesson (FRA)         | 103.              |
| 82                | Edvald Boasson Hagen (NOR) | 26.               |
| 83                | Sandy Dujardin (FRA)       | 7.                |
| 84                | Émilien Jeannière (FRA)    | 78.               |
| 85                | Julien Simon (FRA)         | 28.               |
| 86                | Dries Van Gestel (BEL)     | 14.               |

| Tudor Pro Cycling Team TUD | Tudor Pro Cycling Team TUD     | Tudor Pro Cycling Team TUD |
| -------------------------- | ------------------------------ | -------------------------- |
| Nr.                        | Rytter                         | Placering                  |
| 91                         | Arvid de Kleijn (NED)          | 16.                        |
| 92                         | Tom Bohli (SUI)                | 95.                        |
| 93                         | Sebastian Kolze Changizi (DEN) | 87.                        |
| 94                         | Simon Pellaud (SUI)            | 79.                        |
| 95                         | Rick Pluimers (NED)            | 64.                        |
| 96                         | Maikel Zijlaard (NED)          | 75.                        |

| Q36.5 Pro Cycling Team Q36 | Q36.5 Pro Cycling Team Q36 | Q36.5 Pro Cycling Team Q36 |
| -------------------------- | -------------------------- | -------------------------- |
| Nr.                        | Rytter                     | Placering                  |
| 101                        | Jack Bauer (NZL)           | 46.                        |
| 102                        | Filippo Conca (ITA)        | 40.                        |
| 103                        | Marcel Camprubí (ESP)      | 88.                        |
| 104                        | Matteo Moschetti (ITA)     | DNF-2                      |
| 105                        | Nicolò Parisini (ITA)      | 15.                        |
| 106                        | Joey Rosskopf (USA)        | 35.                        |

| Burgos-BH BBH | Burgos-BH BBH                | Burgos-BH BBH |
| ------------- | ---------------------------- | ------------- |
| Nr.           | Rytter                       | Placering     |
| 111           | Cyril Barthe (FRA)           | 41.           |
| 112           | Jesús Ezquerra (ESP)         | 22.           |
| 113           | Miguel Ángel Fernández (ESP) | 112.          |
| 114           | Ángel Fuentes (ESP)          | 48.           |
| 115           | Felipe Orts (ESP)            | 91.           |
| 116           | Manuel Peñalver (ESP)        | 55.           |

| Human Powered Health HPM | Human Powered Health HPM         | Human Powered Health HPM |
| ------------------------ | -------------------------------- | ------------------------ |
| Nr.                      | Rytter                           | Placering                |
| 121                      | Barnabás Peák (HUN)              | DNF-3                    |
| 122                      | Pier-André Côté (CAN) (landevej) | DNF-2                    |
| 123                      | Matthew Gibson (GBR)             | 100.                     |
| 124                      | Wessel Krul (NED)                | 70.                      |
| 125                      | Gijs Van Hoecke (BEL)            | 47.                      |
| 126                      | Sasha Weemaes (BEL)              | 109.                     |

| Bingoal WB BWB | Bingoal WB BWB            | Bingoal WB BWB |
| -------------- | ------------------------- | -------------- |
| Nr.            | Rytter                    | Placering      |
| 131            | Matteo Malucelli (ITA)    | 74.            |
| 132            | Rémy Mertz (BEL)          | 62.            |
| 133            | Dimitri Peyskens (BEL)    | 20.            |
| 134            | Marco Tizza (ITA)         | 67.            |
| 135            | Aaron Van der Beken (BEL) | 23.            |
| 136            | Luca De Meester (BEL)     | 101.           |

| Equipo Kern Pharma EKP | Equipo Kern Pharma EKP      | Equipo Kern Pharma EKP |
| ---------------------- | --------------------------- | ---------------------- |
| Nr.                    | Rytter                      | Placering              |
| 141                    | Iñigo Elosegui (ESP)        | 99.                    |
| 142                    | Francisco Galván (ESP)      | 38.                    |
| 143                    | Álex Jaime (ESP)            | 34.                    |
| 144                    | Martí Márquez (ESP)         | 65.                    |
| 145                    | Eugenio Sánchez López (ESP) | 93.                    |
| 146                    | Danny van der Tuuk (NED)    | 37.                    |

| Team Flanders-Baloise TFB | Team Flanders-Baloise TFB | Team Flanders-Baloise TFB |
| ------------------------- | ------------------------- | ------------------------- |
| Nr.                       | Rytter                    | Placering                 |
| 151                       | Alex Colman (BEL)         | 49.                       |
| 152                       | Sander De Pestel (BEL)    | 98.                       |
| 154                       | Jules Hesters (BEL)       | 102.                      |
| 155                       | Noah Vandenbranden (BEL)  | DNF-3                     |

| Caja Rural-Seguros RGA CJR | Caja Rural-Seguros RGA CJR | Caja Rural-Seguros RGA CJR |
| -------------------------- | -------------------------- | -------------------------- |
| Nr.                        | Rytter                     | Placering                  |
| 162                        | Daniel Babor (CZE)         | 106.                       |
| 163                        | Jon Barrenetxea (ESP)      | 13.                        |
| 164                        | Tomáš Bárta (CZE)          | 111.                       |
| 165                        | David González López (ESP) | 25.                        |
| 166                        | Michal Schlegel (CZE)      | 58.                        |

| CIC U Nantes Atlantique UCN | CIC U Nantes Atlantique UCN   | CIC U Nantes Atlantique UCN |
| --------------------------- | ----------------------------- | --------------------------- |
| Nr.                         | Rytter                        | Placering                   |
| 171                         | Nolann Mahoudo (FRA)          | DNF-3                       |
| 172                         | Pierre Barbier (FRA)          | DNF-3                       |
| 173                         | Léo Danès (FRA)               | 43.                         |
| 174                         | Maël Guégan (FRA)             | 80.                         |
| 175                         | Emmanuel Morin (FRA)          | 61.                         |
| 176                         | Rasmus Søjberg Pedersen (DEN) | 84.                         |

| Saint Michel-Mavic-Auber 93 AUB | Saint Michel-Mavic-Auber 93 AUB | Saint Michel-Mavic-Auber 93 AUB |
| ------------------------------- | ------------------------------- | ------------------------------- |
| Nr.                             | Rytter                          | Placering                       |
| 181                             | Thomas Gachignard (FRA)         | 31.                             |
| 182                             | Nicolas Debeaumarché (FRA)      | 45.                             |
| 183                             | Thomas Devaux (FRA)             | DNF-3                           |
| 184                             | Anthony Maldonado (FRA)         | 57.                             |
| 185                             | Flavien Maurelet (FRA)          | 51.                             |
| 186                             | Morne van Niekerk (RSA)         | 53.                             |

| Van Rysel-Roubaix Lille Métropole VRL | Van Rysel-Roubaix Lille Métropole VRL | Van Rysel-Roubaix Lille Métropole VRL |
| ------------------------------------- | ------------------------------------- | ------------------------------------- |
| Nr.                                   | Rytter                                | Placering                             |
| 191                                   | Thomas Boudat (FRA)                   | 29.                                   |
| 192                                   | Célestin Guillon (FRA)                | 11.                                   |
| 193                                   | Maximilien Juillard (FRA)             | 77.                                   |
| 194                                   | Samuel Leroux (FRA)                   | 17.                                   |
| 195                                   | Jérémy Leveau (FRA)                   | 32.                                   |
| 196                                   | Tom Mainguenaud (FRA)                 | 44.                                   |

| Nice Métropole Côte d'Azur NMC | Nice Métropole Côte d'Azur NMC | Nice Métropole Côte d'Azur NMC |
| ------------------------------ | ------------------------------ | ------------------------------ |
| Nr.                            | Rytter                         | Placering                      |
| 201                            | Paul Hennequin (FRA)           | DNF-3                          |
| 202                            | Edouard Bonnefoix (FRA)        | 108.                           |
| 203                            | Jonathan Couanon (FRA)         | 54.                            |
| 204                            | Jean-Louis Le Ny (FRA)         | 82.                            |
| 205                            | Axel Narbonne-Zuccarelli (FRA) | 39.                            |
| 206                            | Maxime Urruty (FRA)            | 56.                            |

| Cofidis COF | Cofidis COF            | Cofidis COF |
| ----------- | ---------------------- | ----------- |
| Nr.         | Rytter                 | Placering   |
| 1           | Axel Zingle (FRA)      | 3.          |
| 2           | André Carvalho (POR)   | 96.         |
| 3           | Eddy Finé (FRA)        | 42.         |
| 4           | Wesley Kreder (NED)    | 86.         |
| 5           | Christophe Noppe (BEL) | 104.        |
| 6           | Max Walscheid (GER)    | 81.         |

| AG2R Citroën Team ACT | AG2R Citroën Team ACT   | AG2R Citroën Team ACT |
| --------------------- | ----------------------- | --------------------- |
| Nr.                   | Rytter                  | Placering             |
| 11                    | Benoît Cosnefroy (FRA)  | 8.                    |
| 12                    | Franck Bonnamour (FRA)  | 85.                   |
| 13                    | Pierre Gautherat (FRA)  | 83.                   |
| 14                    | Antoine Raugel (FRA)    | 73.                   |
| 15                    | Marc Sarreau (FRA)      | 68.                   |
| 16                    | Clément Venturini (FRA) | 10.                   |

| Movistar Team MOV | Movistar Team MOV                      | Movistar Team MOV |
| ----------------- | -------------------------------------- | ----------------- |
| Nr.               | Rytter                                 | Placering         |
| 21                | Oier Lazkano (ESP)                     | 1.                |
| 22                | Imanol Erviti (ESP)                    | 52.               |
| 23                | Mathias Norsgaard (DEN) (enkeltstart)  | 9.                |
| 24                | Vinicius Rangel Costa (BRA) (landevej) | 33.               |
| 25                | Iván Romeo (ESP)                       | DNF-2             |
| 26                | Gonzalo Serrano (ESP)                  | 27.               |

| UAE Team Emirates UAD | UAE Team Emirates UAD | UAE Team Emirates UAD |
| --------------------- | --------------------- | --------------------- |
| Nr.                   | Rytter                | Placering             |
| 31                    | Marc Hirschi (SUI)    | 18.                   |
| 33                    | Álvaro Hodeg (COL)    | DNF-3                 |
| 34                    | Ivo Oliveira (POR)    | 4.                    |
| 35                    | Rui Oliveira (POR)    | 90.                   |
| 36                    | Michael Vink (NZL)    | 110.                  |

| Groupama-FDJ GFC | Groupama-FDJ GFC      | Groupama-FDJ GFC |
| ---------------- | --------------------- | ---------------- |
| Nr.              | Rytter                | Placering        |
| 41               | Arnaud Démare (FRA)   | 2.               |
| 42               | Clément Davy (FRA)    | 107.             |
| 43               | Lorenzo Germani (ITA) | 76.              |
| 44               | Laurence Pithie (NZL) | 24.              |
| 45               | Miles Scotson (AUS)   | 19.              |
| 46               | Bram Welten (NED)     | 59.              |

| Arkéa-Samsic ARK | Arkéa-Samsic ARK      | Arkéa-Samsic ARK |
| ---------------- | --------------------- | ---------------- |
| Nr.              | Rytter                | Placering        |
| 51               | Nacer Bouhanni (FRA)  | 72.              |
| 52               | Laurent Pichon (FRA)  | 30.              |
| 53               | Ewen Costiou (FRA)    | 12.              |
| 54               | Donavan Grondin (FRA) | 60.              |
| 55               | Simon Guglielmi (FRA) | 66.              |
| 56               | Andrij Ponomar (UKR)  | 50.              |

| Lotto Dstny LTD | Lotto Dstny LTD          | Lotto Dstny LTD |
| --------------- | ------------------------ | --------------- |
| Nr.             | Rytter                   | Placering       |
| 61              | Milan Menten (BEL)       | 5.              |
| 62              | Thomas De Gendt (BEL)    | 89.             |
| 63              | Sébastien Grignard (BEL) | 92.             |
| 64              | Arjen Livyns (BEL)       | 71.             |
| 65              | Mathijs Paasschens (NED) | 36.             |
| 66              | Harry Sweeny (AUS)       | 63.             |

| Uno-X Pro Cycling Team UXT | Uno-X Pro Cycling Team UXT | Uno-X Pro Cycling Team UXT |
| -------------------------- | -------------------------- | -------------------------- |
| Nr.                        | Rytter                     | Placering                  |
| 71                         | Fredrik Dversnes (NOR)     | 21.                        |
| 72                         | Louis Bendixen (DEN)       | 69.                        |
| 73                         | Stian Fredheim (NOR)       | 97.                        |
| 74                         | Tord Gudmestad (NOR)       | 105.                       |
| 75                         | Marcus Sander Hansen (DEN) | 94.                        |
| 76                         | Jacob Hindsgaul (DEN)      | 6.                         |

| TotalEnergies TEN | TotalEnergies TEN          | TotalEnergies TEN |
| ----------------- | -------------------------- | ----------------- |
| Nr.               | Rytter                     | Placering         |
| 81                | Jason Tesson (FRA)         | 103.              |
| 82                | Edvald Boasson Hagen (NOR) | 26.               |
| 83                | Sandy Dujardin (FRA)       | 7.                |
| 84                | Émilien Jeannière (FRA)    | 78.               |
| 85                | Julien Simon (FRA)         | 28.               |
| 86                | Dries Van Gestel (BEL)     | 14.               |

| Tudor Pro Cycling Team TUD | Tudor Pro Cycling Team TUD     | Tudor Pro Cycling Team TUD |
| -------------------------- | ------------------------------ | -------------------------- |
| Nr.                        | Rytter                         | Placering                  |
| 91                         | Arvid de Kleijn (NED)          | 16.                        |
| 92                         | Tom Bohli (SUI)                | 95.                        |
| 93                         | Sebastian Kolze Changizi (DEN) | 87.                        |
| 94                         | Simon Pellaud (SUI)            | 79.                        |
| 95                         | Rick Pluimers (NED)            | 64.                        |
| 96                         | Maikel Zijlaard (NED)          | 75.                        |

| Q36.5 Pro Cycling Team Q36 | Q36.5 Pro Cycling Team Q36 | Q36.5 Pro Cycling Team Q36 |
| -------------------------- | -------------------------- | -------------------------- |
| Nr.                        | Rytter                     | Placering                  |
| 101                        | Jack Bauer (NZL)           | 46.                        |
| 102                        | Filippo Conca (ITA)        | 40.                        |
| 103                        | Marcel Camprubí (ESP)      | 88.                        |
| 104                        | Matteo Moschetti (ITA)     | DNF-2                      |
| 105                        | Nicolò Parisini (ITA)      | 15.                        |
| 106                        | Joey Rosskopf (USA)        | 35.                        |

| Burgos-BH BBH | Burgos-BH BBH                | Burgos-BH BBH |
| ------------- | ---------------------------- | ------------- |
| Nr.           | Rytter                       | Placering     |
| 111           | Cyril Barthe (FRA)           | 41.           |
| 112           | Jesús Ezquerra (ESP)         | 22.           |
| 113           | Miguel Ángel Fernández (ESP) | 112.          |
| 114           | Ángel Fuentes (ESP)          | 48.           |
| 115           | Felipe Orts (ESP)            | 91.           |
| 116           | Manuel Peñalver (ESP)        | 55.           |

| Human Powered Health HPM | Human Powered Health HPM         | Human Powered Health HPM |
| ------------------------ | -------------------------------- | ------------------------ |
| Nr.                      | Rytter                           | Placering                |
| 121                      | Barnabás Peák (HUN)              | DNF-3                    |
| 122                      | Pier-André Côté (CAN) (landevej) | DNF-2                    |
| 123                      | Matthew Gibson (GBR)             | 100.                     |
| 124                      | Wessel Krul (NED)                | 70.                      |
| 125                      | Gijs Van Hoecke (BEL)            | 47.                      |
| 126                      | Sasha Weemaes (BEL)              | 109.                     |

| Bingoal WB BWB | Bingoal WB BWB            | Bingoal WB BWB |
| -------------- | ------------------------- | -------------- |
| Nr.            | Rytter                    | Placering      |
| 131            | Matteo Malucelli (ITA)    | 74.            |
| 132            | Rémy Mertz (BEL)          | 62.            |
| 133            | Dimitri Peyskens (BEL)    | 20.            |
| 134            | Marco Tizza (ITA)         | 67.            |
| 135            | Aaron Van der Beken (BEL) | 23.            |
| 136            | Luca De Meester (BEL)     | 101.           |

| Equipo Kern Pharma EKP | Equipo Kern Pharma EKP      | Equipo Kern Pharma EKP |
| ---------------------- | --------------------------- | ---------------------- |
| Nr.                    | Rytter                      | Placering              |
| 141                    | Iñigo Elosegui (ESP)        | 99.                    |
| 142                    | Francisco Galván (ESP)      | 38.                    |
| 143                    | Álex Jaime (ESP)            | 34.                    |
| 144                    | Martí Márquez (ESP)         | 65.                    |
| 145                    | Eugenio Sánchez López (ESP) | 93.                    |
| 146                    | Danny van der Tuuk (NED)    | 37.                    |

| Team Flanders-Baloise TFB | Team Flanders-Baloise TFB | Team Flanders-Baloise TFB |
| ------------------------- | ------------------------- | ------------------------- |
| Nr.                       | Rytter                    | Placering                 |
| 151                       | Alex Colman (BEL)         | 49.                       |
| 152                       | Sander De Pestel (BEL)    | 98.                       |
| 154                       | Jules Hesters (BEL)       | 102.                      |
| 155                       | Noah Vandenbranden (BEL)  | DNF-3                     |

| Caja Rural-Seguros RGA CJR | Caja Rural-Seguros RGA CJR | Caja Rural-Seguros RGA CJR |
| -------------------------- | -------------------------- | -------------------------- |
| Nr.                        | Rytter                     | Placering                  |
| 162                        | Daniel Babor (CZE)         | 106.                       |
| 163                        | Jon Barrenetxea (ESP)      | 13.                        |
| 164                        | Tomáš Bárta (CZE)          | 111.                       |
| 165                        | David González López (ESP) | 25.                        |
| 166                        | Michal Schlegel (CZE)      | 58.                        |

| CIC U Nantes Atlantique UCN | CIC U Nantes Atlantique UCN   | CIC U Nantes Atlantique UCN |
| --------------------------- | ----------------------------- | --------------------------- |
| Nr.                         | Rytter                        | Placering                   |
| 171                         | Nolann Mahoudo (FRA)          | DNF-3                       |
| 172                         | Pierre Barbier (FRA)          | DNF-3                       |
| 173                         | Léo Danès (FRA)               | 43.                         |
| 174                         | Maël Guégan (FRA)             | 80.                         |
| 175                         | Emmanuel Morin (FRA)          | 61.                         |
| 176                         | Rasmus Søjberg Pedersen (DEN) | 84.                         |

| Saint Michel-Mavic-Auber 93 AUB | Saint Michel-Mavic-Auber 93 AUB | Saint Michel-Mavic-Auber 93 AUB |
| ------------------------------- | ------------------------------- | ------------------------------- |
| Nr.                             | Rytter                          | Placering                       |
| 181                             | Thomas Gachignard (FRA)         | 31.                             |
| 182                             | Nicolas Debeaumarché (FRA)      | 45.                             |
| 183                             | Thomas Devaux (FRA)             | DNF-3                           |
| 184                             | Anthony Maldonado (FRA)         | 57.                             |
| 185                             | Flavien Maurelet (FRA)          | 51.                             |
| 186                             | Morne van Niekerk (RSA)         | 53.                             |

| Van Rysel-Roubaix Lille Métropole VRL | Van Rysel-Roubaix Lille Métropole VRL | Van Rysel-Roubaix Lille Métropole VRL |
| ------------------------------------- | ------------------------------------- | ------------------------------------- |
| Nr.                                   | Rytter                                | Placering                             |
| 191                                   | Thomas Boudat (FRA)                   | 29.                                   |
| 192                                   | Célestin Guillon (FRA)                | 11.                                   |
| 193                                   | Maximilien Juillard (FRA)             | 77.                                   |
| 194                                   | Samuel Leroux (FRA)                   | 17.                                   |
| 195                                   | Jérémy Leveau (FRA)                   | 32.                                   |
| 196                                   | Tom Mainguenaud (FRA)                 | 44.                                   |

| Nice Métropole Côte d'Azur NMC | Nice Métropole Côte d'Azur NMC | Nice Métropole Côte d'Azur NMC |
| ------------------------------ | ------------------------------ | ------------------------------ |
| Nr.                            | Rytter                         | Placering                      |
| 201                            | Paul Hennequin (FRA)           | DNF-3                          |
| 202                            | Edouard Bonnefoix (FRA)        | 108.                           |
| 203                            | Jonathan Couanon (FRA)         | 54.                            |
| 204                            | Jean-Louis Le Ny (FRA)         | 82.                            |
| 205                            | Axel Narbonne-Zuccarelli (FRA) | 39.                            |
| 206                            | Maxime Urruty (FRA)            | 56.                            |